# Himno del estado Monagas
El Himno Patriótico a Maturín es el himno oficial del estado Monagas, fue decretado por resolución del gobierno el 24 de octubre de 1910 y reglamentado por el gobernador Emilio Fernández el 3 de diciembre de ese mismo año. Idelfonso Núñez Mares escribió la letra y Carlos Möhle compuso la música.

CORO
Por la patria haya toques de diana;
por la patria resuene el clarín;
Y conserve la paz siempre ufana
de su historia la fiel Maturín.
I
Maturín, tus llanuras y vegas,
altas cumbres y bosques umbríos,
tus hermosas, palmeras y ríos,
son de dicha de gran por venir.
ignorada del mundo, tú eres,
lo que expresa orgulloso tu escudo:
"haz de bienes y glorias que pudo
sus derechos a ser libre reunir".
II
De Monagas el nombre que llevas
Maturín, otros mil enaltece:
fue tu hijo preclaro y merece
que Ribas, Bermúdez y Piar.
Entre todos resaltan aquellos
que con Sanz, Paz Castillo y Zaraza,
por el timbre debido a tu raza,
fueron héroes de ella a la par.
III
Cinco acciones campales libraron:
tres de gloria, las otras de duelo;
y en todas le cupo a tu suelo
el renombre, la fama, el honor.
Jamás quiso rendirse tu plaza
al feroz español, al canario,
ni al de América, vil mercenario
que, sirviéndole al rey, fue traidor.
IV
De tus propias cenizas alzada,
como el fénix tornaste a la vida:
y ya puedes del lampo atraído,
a más altos destinos volar.
Alas tienes: las armas guerreras
vuelve un hacha, un arado, una sierra,
y veras que tus hijos la tierra
pan les brinda, ventura y hogar.

## Fuente
- Ramírez, Juan José (1987): Enciclopedia Gráfica del Estado Monagas. Ediciones Amon C.A., Caracas.  (Biblioteca de Temas y Autores Monaguenses; Colección Guanipa; ensayos e investigación), pág. 23.